# Albrecht Müller (Geologe)
Albrecht Müller (* 13. März 1819 in Basel; † 3. Juli 1890 ebenda) war ein Schweizer Geologe und Mineraloge.
Müller war Kaufmann, war aber an Geologie interessiert und bildete sich als Autodidakt fort, gefördert vom Geologen und Basler Ratsherrn Peter Merian. Er wurde 1846 Sekretär der Naturforschenden Gesellschaft in Basel und arbeitete am Naturhistorischen Museum Basel, an dem er die mineralogische Sammlung betreute. 1852 wurde er Ehrendoktor der Universität Basel, habilitierte sich 1854 und wurde 1861 ausserordentlicher Professor. Ab 1866 war er ordentlicher Professor auf dem neu eingerichteten Lehrstuhl für Mineralogie und Geologie.
Er befasste sich mit der Geologie von Basel und Umgebung und insbesondere dem Schweizer Jura (wie auch schon sein Patron Merian).